# 何選
何選（1554年—1605年），字靖卿，號克斋，太醫院官籍，直隸蘇州府嘉定縣人，明朝政治人物。

## 生平
萬曆十年（1582年）壬午科順天府鄉試第四十名，萬曆十一年（1583年）聯捷癸未科會試第三百三十二名，登三甲第一百八十七名進士。都察院觀政，初授临颍县知县，十三年调任江西南昌县，十七年（1589年）十月考选湖广道試御史，十八年十二月以邹元标事被罚治，吏部将何选降为刑部主事，万历皇帝大为嗔怒，吏部左侍郎赵参鲁以推升何选事司官俱被降罚，司官冯生虞为首者降一级调外任，馀各罚俸一年，何选降职为湖廣布政司照磨。二十二年升南京通政司经历，革职为民。萬曆三十三年卒。

## 家族
曾祖何信，曾任王府良醫正；祖父何祥，曾任太醫院御醫；父何雲鳳，曾任太醫院御醫。前母周氏；母李氏。永感下。兄何惠，医士；何卿、何遷（冠帶医士）、何岳靈、何岳秀。弟子忠、一桂、何遴、子孝、何過、何述、何迪。

## 延伸阅读
[在维基数据编辑]
 《明史卷二百三十三》，出自《明史》